# Хишам ел Геруж
Хишам ел Геруж (арап. هشام الݣروج; Берберски: ⵀⵉⵛⴰⵎ ⴻⵍ ⴳⴻⵔⵔⵓⵊ; Беркане, 14. септембра 1974.) је пензионисани марокански атлетичар, тркач на средње стазе. Ел Геруж је актуелни светски рекордер у трчању на атлетској стази на деоници од 1.500 метара и у трци на једну миљу. Бивши је светски рекордер у трци на 2.000 метара. Он је први атлетичар, после Пава Нурмија, који је освојио златну медаљу на 1.500 и 5.000 метара на истим Олимпијским играма.
Ел Геруж се сматра једним од највећих тркача на средње стазе у историји атлетике  и има неколико својих резултата међу 10 најбржих трка икада на 1.500 м и на једну миљу.
Ел Геруж је освојио златну медаљу на 1.500 м на светским првенствима у атлетици 1997, 1999, 2001 и 2003. Три пута је освајао награде за спортисту године света, и у новембру 2014. примљен је у Кућу славних Међународне асоцијације атлетских федерација (ИААФ).

## Рана каријера
Рођен у Беркану, Хишам ел Геруж је први међународни тријумф имао са 18 година, када је био трећи на 5.000 метара на јуниорском Светском првенству у Сеулу 1992. године, иза Хаилеа Гебрселасија из Етиопије и Исмаела Кируија из Кеније.
Године 1994. био је члан тима Марока на ИААФ Светском првенству у друмским штафетама 1994. године, који је победио у трци у времену новог светског рекорда.
Ел Геруж је стекао међународну славу средином 1990-их. Са 20 година завршио је други у трци на 1.500 метара до тадашњег светског рекордера Нуредина Морселија на Светском првенству 1995. у Гетеборгу. 1996. године, након што је поставио нови лични рекорд на 1.500 метара од 3:29,59 у Стокхолму, сматран је једним од фаворита за олимпијско злато у Атланти. Трчећи финале на 1.500 метара, док се померао у позицију да изазове вођство, пао је на 400 м до краја и завршио као последњи на 12. месту.
У наредним годинама, ел Геруж је постао једини тркач на средње стазе који је освојио четири узастопне титуле првака света 1997, 1999, 2001 и 2003.
Ел Геруж је поставио два светска рекорда у дворани на почетку 1997. Прво на 1.500 м и светским рекордом од 3:31,18 на Шпаркасен купу, који је тек 22 године касније, 2019. године, надмашио Самуел Тефера. Такође је истрчао нови најбољи резултат у дворани од 3:48,45 на миљу на митингу у Фландрији неколико недеља касније. Године 1998. у Риму, ел Геруж је оборио Морселијев светски рекорд на 1.500 м на отвореном (3:27,37) са временом 3:26,00.
1999. године, такође у Риму, ел Геруж је оборио светски рекорд на једну миљу на отвореном који је поставио Нуредин Морсели 1993. године. Ел Геруж је истрчао 3:43,13, прешавши првих 1.500 метара за 3:28,21. Ноа Нгени из Кеније, који је на циљ стигао други са временом 3:43,40, такође је трчао брже од претходног светског рекорда. Ово је био први пут у више од 40 година да су два атлетичара у истој трци поправила светски рекорд у трци на једну миљу.
Касније те сезоне ел Геруж је поставио нови светски рекорд на 2.000 м у Берлину са 4:44,79, надмашивши за више од три секунде претходни рекорд коју је поставио Морсели.

## Олимпијске игре у Атини 2004. и одлазак у пензију
Ел Геруж је учествовао и на 1.500 метара и на 5.000 метара на Летњим олимпијским играма 2004. у Атини. 24. августа, у финалу Олимпијских игара на 1.500 метара, ел Геруж је победио Кенијца Бернарда Лагата за 0,12 секунди, освојивши златну медаљу.
Четири дана касније, ел Геруж је победио у финалу на 5.000 м са временом 13:14.39, спречивши Кененису Бекелеа да освоји двоструко злато у тркама на на 5.000 м/10.000 м, што је последњи пут успео Етиопљанин Мирус Јифтер на Олимпијским играма у Москви 1980. године.
Ел Геруж је постао други човек у историји Олимпијских игара који је освојио титуле на 1.500 и 5.000 метара. Први је "Летећи Финац" Паво Нурми на Олимпијским играма из 1924. године.
Дана 16. маја 2005, ел Геруж је номинован за Спортисту године (енгл. Laureus World Sports Award for Sportsman of the Year).
Пошто је испунио своје спортске амбиције, ел Геруж је најавио је повлачење 22. маја 2006. и престанак такмичења на међународном нивоу.

## Награде и почасти
Његову спортску каријеру обележавају бројна признања попут награде за хуманитарни труд Међународне асоцијације атлетских федерација (ИААФ), коју је добио 1996. године. Такође је УНИЦЕФ-ов Амбасадор добре воље. Ел Геруж је проглашен за Светског спортисту године 2001, 2002. и 2003. након што је остао непоражен у више од 20 трка, поставши први човек који је освојио награду у низу година. 2002. године је проглашен за најбољег спортисту године од стране атлетског часописа Атлетске новости (енгл. Track and Field News). 2003. године изабран је за члана Атлетског комитета ИААФ.
Дана 7. септембра 2004. године, ел Геружа је одликовао краљ Мухамед VI од Марока орденом „Командир кордона“. Исте године добио је награду Принца од Астурије.
Био је члан Комисије спортиста Међународног олимпијског комитета од 2004. до 2012. године.
Хишам ел Геруж је данас Амбасадор мира и спорта, међународне организације са седиштем у Монаку, као и члан клуба „Шампиони за мир“, групе од 54 спортских асова који кроз спорт служе миру у свету.

## Међународна такмичења
| Година                | Такмичење                               | Место                              | Позиција              | Дисциплина            | Резултат              | Белешка               |
| Представљајући Мароко | Представљајући Мароко                   | Представљајући Мароко              | Представљајући Мароко | Представљајући Мароко | Представљајући Мароко | Представљајући Мароко |
| --------------------- | --------------------------------------- | ---------------------------------- | --------------------- | --------------------- | --------------------- | --------------------- |
| 1992.                 | Светско првенство у атлетици за јуниоре | Сеул, Јужна Кореја                 | 3.                    | 5.000 м               | 13:46,79              |                       |
| 1995.                 | Светско првенство у дворани             | Барселона, Шпанија                 | 1.                    | 1.500 м               | 3:44,54               |                       |
| 1995.                 | Светско првенство                       | Гетеборг, Шведска                  | 2.                    | 1.500 м               | 3:35,28               |                       |
| 1996.                 | Олимпијске игре                         | Атланта, Сједињене Америчке Државе | 12.                   | 1.500 м               | 3:40,75               |                       |
| 1997.                 | Светско првенство у дворани             | Париз, Француска                   | 1.                    | 1.500 м               | 3:35,31               | РСП                   |
| 1997.                 | Светско првенство                       | Атина, Грчка                       | 1.                    | 1.500 м               | 3:35,83               |                       |
| 1999.                 | Светско првенство                       | Севиља, Шпанија                    | 1.                    | 1.500 м               | 3:27,65               | РСП                   |
| 2000.                 | Олимпијске игре                         | Сиднеј, Аустралија                 | 2.                    | 1.500 м               | 3:32,32               |                       |
| 2001.                 | Светско првенство у дворани             | Лисабон, Португалија               | 1.                    | 3.000 м               | 7:37,74               |                       |
| 2001.                 | Светско првенство                       | Едмонтон, Канада                   | 1.                    | 1.500 м               | 3:30,68               |                       |
| 2003.                 | Светско првенство                       | Париз, Француска                   | 1.                    | 1.500 м               | 3:31,77               |                       |
| 2003.                 | Светско првенство                       | Париз, Француска                   | 2.                    | 5.000 м               | 12:52,83              |                       |
| 2004.                 | Олимпијске игре                         | Атина, Грчка                       | 1.                    | 1.500 м               | 3:34,18               |                       |
| 2004.                 | Олимпијске игре                         | Атина, Грчка                       | 1.                    | 5.000 м               | 13:14,39              |                       |

## Лични рекорди
Следећа табела укључује најбоља времена у каријери ел Геружа према објави ИААФ: 
| Дисциплина               | Време    | Датум              | Место    |
| ------------------------ | -------- | ------------------ | -------- |
| 800 метара               | 1:47,18  | 2. јун 1995.       | Торино   |
| 1.000 метара             | 2:16,85  | 12. јул 1995.      | Ница     |
| 1.500 метара СР          | 3:26,00  | 14. јул 1998.      | Рим      |
| 1.500 метара (у дворани) | 3:31,18  | 2. фебруар 1997.   | Штутгарт |
| Миља СР                  | 3:43,13  | 7. јул 1999.       | Рим      |
| Миља (у дворани)         | 3:48,45  | 12. фебруар 1997.  | Гент     |
| 2.000 метара             | 4:44,79  | 7. септембар 1999. | Берлин   |
| 3.000 метара             | 7:23,09  | 3. септембар 1999. | Брисел   |
| 3.000 метара (у дворани) | 7:33,73* | 23. фебруар 2003.  | Лиевин   |
| Две миље (у дворани)     | 8:06,61  | 23. фебруар 2003.  | Лиевин   |
| 5.000 метара             | 12:50,24 | 12. март 2003.     | Острава  |
| Екиден                   | 1:57:56  | 17. април 1994.    | Литохоро |

*Резултат постигнут као пролазно време у трци на дужој деоници

## Награде
- Светски спортиста године: 2001, 2002, 2003
- Атлетичар године: 1999, 2001, 2002.
- Л'Екипов шампион шампиона: 2005
- ИААФ кућа славних: 2014.[29]